# Боволента, Вигор
Ви́гор Боволе́нта (итал. Vigor Bovolenta, 30 мая 1974, Порто-Виро — 24 марта 2012, Мачерата) — итальянский волейболист, центральный блокирующий, вице-чемпион Олимпийских игр 1996 года в составе национальной сборной, чемпион Европы 1995 года, трёхкратный победитель Кубка европейских чемпионов ЕКВ в составе «Равенны». В составе сборной Италии в 1995—2008 годах провёл около 200 матчей.

## Биография
Всю карьеру провёл в итальянских клубах. С начала 1990-х годов выступал за «Равенну», которая была в те годы одним из лидеров европейского клубного волейбола. В сезоне 1990/91 «Равенна» выиграла чемпионат и Кубок Италии, а в сезонах 1991/92, 1992/93 и 1993/94 трижды подряд выигрывала Кубок европейских чемпионов ЕКВ. После ухода из «Равенны» в 1997 году (в последнем сезоне клуб выиграл Кубок ЕКВ) Вигор почти каждый сезон менял клубы, в 2001/02 вновь стал чемпионом Италии в составе «Модены».
Дебютировал в сборной в 1995 году и в том же сезоне стал чемпионом Европы и обладателем Кубка мира. На следующий год итальянцы были одними из главных фаворитов летних Олимпийских игр в Атланте. Вигор провёл на турнире 7 из 8 матчей, в том числе финал, где итальянцы в упорнейшей борьбе уступили сборной Нидерландов со счётом 2:3 (12:15, 15:9, 14:16, 15:9, 15:17). На 2 следующих Олимпиадах (Сидней 2000 и Афины 2004) Боволента не попадал в состав национальной сборной, и вновь сыграл на Олимпийских играх спустя 12 лет в Пекине. В полуфинале итальянцы в 4 партиях уступили бразильцам, а в матче за третье место всухую проиграли россиянам — 0:3. Боволента играл в 7 из 8 матчей на турнире. Он также являлся победителем трёх турниров Мировой лиги (1995, 1997, 1999) и бронзовым призёром Кубка мира (1999).
В сезоне 2011/12 37-летний Боволента выступал за клуб «Форли», который играл в 4-м по силе дивизионе чемпионата Италии (итал. Serie B2). 24 марта 2012 года в гостевом матче против резервной команды «Мачераты» у Вигора случился сердечный приступ, и через несколько часов он скончался. У волейболиста остались жена и четверо детей. Уже после смерти Вигора, 30 октября 2012 года, жена спортсмена Федерика Лизи родила пятого ребёнка. 